# Pardosa birabeni
Pardosa birabeni là một loài nhện trong họ Lycosidae.
Loài này thuộc chi Pardosa. Pardosa birabeni được Cândido Firmino de Mello-Leitão miêu tả năm 1938.